# Dwór w Sieniawce
Dwór w Sieniawce – zabytkowy dwór w miejscowości Sieniawka – wsi w Polsce, w województwie dolnośląskim, w powiecie dzierżoniowskim, w gminie Łagiewniki, w dolinie Krzywuli, u stóp Wzgórz Krzyżowych (część Wzgórz Niemczańsko-Strzelińskich).

## Historia
Obecny budynek dworu w Sieniawce powstał w 1678 roku, ale prawdopodobnie już wcześniej istniała w tym miejscu obronna siedziba rycerska, o czym świadczy zachowana pozostałość fosy. Budynek był restaurowany w XIX wieku i remontowany na początku XX wieku. Ostatni poważniejszy remont przeprowadzono w 1968 roku, od 1995 roku dwór był wydzierżawiony, a na początku XXI wieku został sprzedany. Obecnie własność prywatna, służy jako dom mieszkalny.

## Architektura
Dwór jest budynkiem piętrowym (kondygnacja parteru częściowo murowana, piętro mur pruski), wzniesionym na planie wydłużonego prostokąta, dwutraktowym, nakrytym wysokim, dwuspadowym, gontowym dachem z lukarnami. W drewnianym portalu znajduje się data budowy, monogram IHS i inicjały fundatora (MRA IPH), powyżej portalu widnieje zegar słoneczny. Wnętrza dworu są dwutraktowe i nie zawierają żadnych cenniejszych elementów architektonicznych. Za dworem rozciąga się niewielki park, po przeciwnej stronie – zespół budynków dawnego folwarku z obszernym dziedzińcem (zabudowa z połowy XIX wieku), oficyną mieszkalną, magazynem, oborą i dwiema stodołami. Gospodarkę dworską przypomina też ciąg pięciu stawów rybnych na potoku na południowy zachód od dworu.